# Ihr Verbrechen war Liebe
Ihr Verbrechen war Liebe ist ein französisch-deutsches Ausbrecher-Filmdrama von Géza von Radványi mit Eva Bartok sowie Hannes Messemer, Lino Ventura und Laurent Terzieff in den Hauptrollen.

## Handlung
Irgendwo in Südfrankreich, in der Nähe eines Kleinstadthafens. Die drei Ganoven Serge, Fourbieux und Kopetsky sind aus einem Zuchthaus bei Nizza ausgebrochen und wollen sich schnellstmöglich vom Festland absetzen. Bis das nächste Schiff ablegt, bleiben noch zwölf Stunden Zeit. Die benötigen die drei Verbrecher, um sich mit Hilfe des mit Fourbieux befreundeten Ehepaars César die notwendigen Ausweispapiere zu besorgen und Fluchtgeld für einen Neuanfang zu beschaffen. Da sie nicht frei herumlaufen können, ohne eventuell einem Gendarmen aufzufallen, beschließt man, Kopetzkys frühere Freundin Barbara aufzusuchen, die vor dessen Verhaftung 300.000 Francs von ihm erhalten hatte.
Serge soll diesen Geldbetrag von ihr eintreiben. Barbara musste jedoch in der Zwischenzeit das Geld an ihren jähzornigen Mann, den bulligen Fotografen Blanche abgeben. Sie wurde im Laufe der Jahre im Ehegefängnis zur gefühlskalten Zynikerin. Barbara ist, aus alter Verbundenheit und aus Abscheu gegenüber ihrem cholerischen Mann, dennoch bereit, den drei Ausbrechern zu helfen. Sie lässt sich sogar auf eine Erpressung ein, indem sie einen ihrer Verehrer unter Druck setzt. Bald laufen die Dinge vollkommen aus dem Ruder.

## Produktionsnotizen
Die Dreharbeiten zu Ihr Verbrechen war Liebe, in Deutschland gelegentlich auch unter Zwölf Stunden Angst geführt, zogen sich vor Ort in Südfrankreich vom 13. Oktober bis zum 20. Dezember 1958 hin. Die Uraufführung fand am 22. April 1959 in Paris statt. Deutschlandpremiere war, je nach Quelle, am 10. Dezember 1959 oder am 15. Januar 1960.

## Synchronisation
| Rolle            | Darsteller       | Synchronsprecher  |
| ---------------- | ---------------- | ----------------- |
| Barbara          | Eva Bartok       | Rosemarie Fendel  |
| Serge            | Hannes Messemer  | er selbst         |
| Fourbieux        | Lino Ventura     | Lukas Ammann      |
| Monsieur Blanche | Gert Fröbe       | er selbst         |
| Madame César     | Suzy Prim        | Ursula Grabley    |
| César            | Lucien Raimbourg | Anton Reimer      |
| Maurice          | Gil Vidal        | Niels Clausnitzer |

## Kritiken
Auf italo-cinema.de ist zu lesen: „‚12 Stunden Angst‘ ist unterm Strich ein wirklich guter Film geworden, der vor allem durch seine stille, beziehungsweise fast schon sterile Tragik mitreißen kann. Géza von Radványi spart sich bei der Abhandlung weitgehend laute Aufschreie und schildert die Thematik begreiflich, gerne auch prosaisch und ohne Windungen. Hin und wieder leidet das Tempo zugunsten breit angelegter Dialoge, die im Allgemeinen aber sehr hochwertig ausgefallen sind. Unterm Strich liefert dieser Beitrag sehr gute, bei aller Konfrontation sogar sensible Momente…“
Im Lexikon des Internationalen Films heißt es: „Konventioneller Gangsterfilm mit glaubhaften Darstellern.“